# テクニクス SL-10

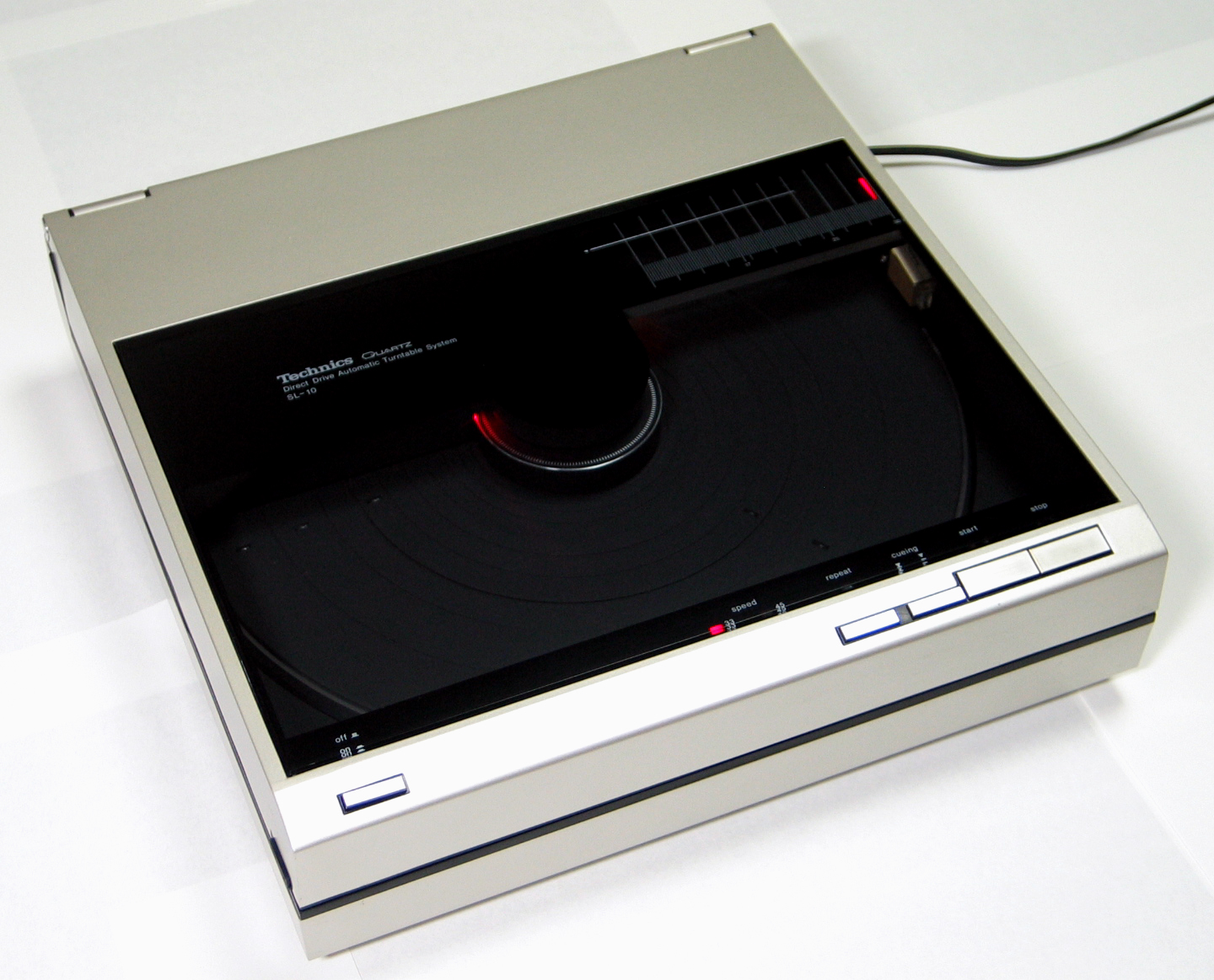
テクニクス SL-10

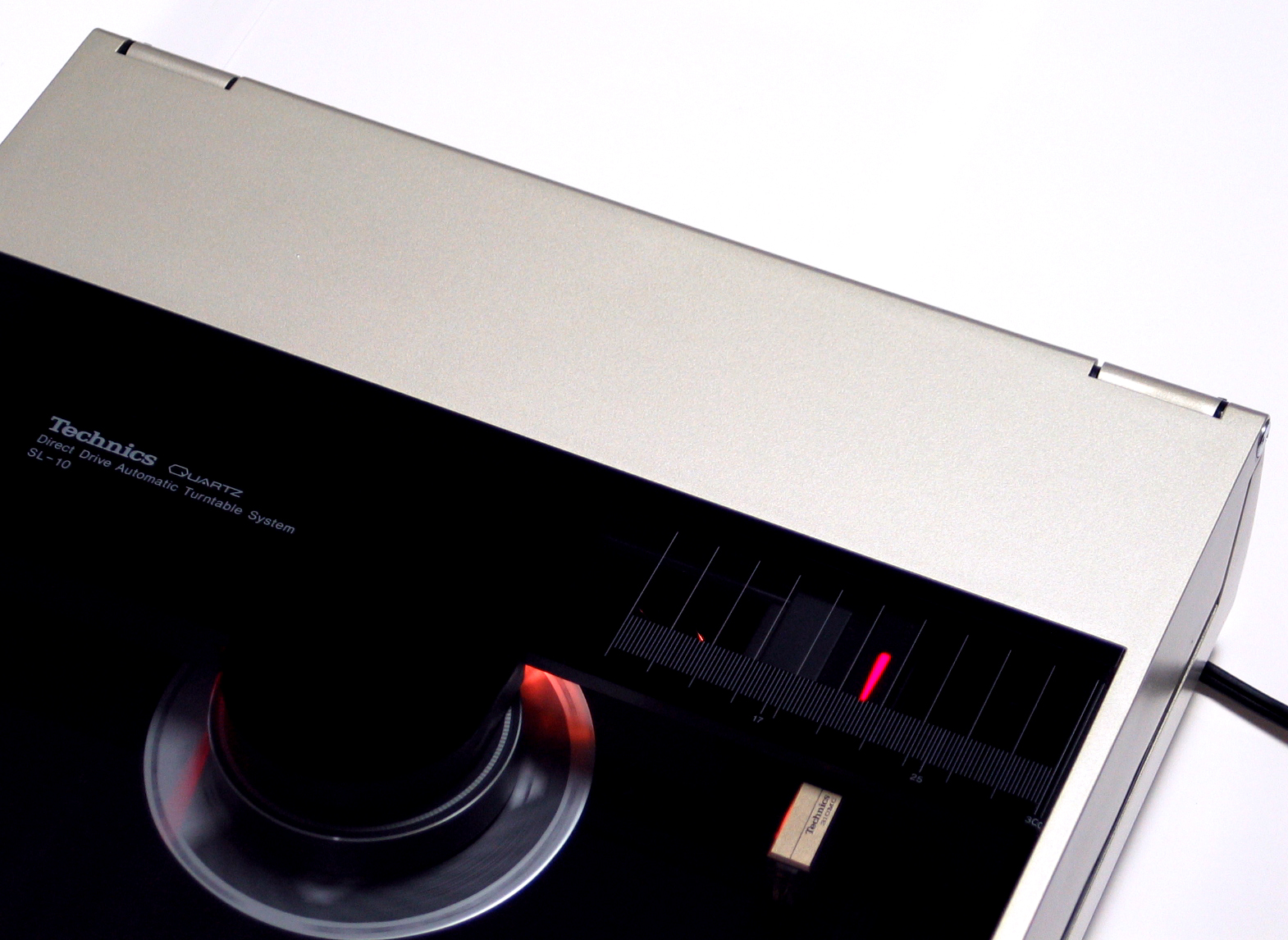
アルミ合金製の緻密なボディは他の製品に無い美術品的な魅力を持つ

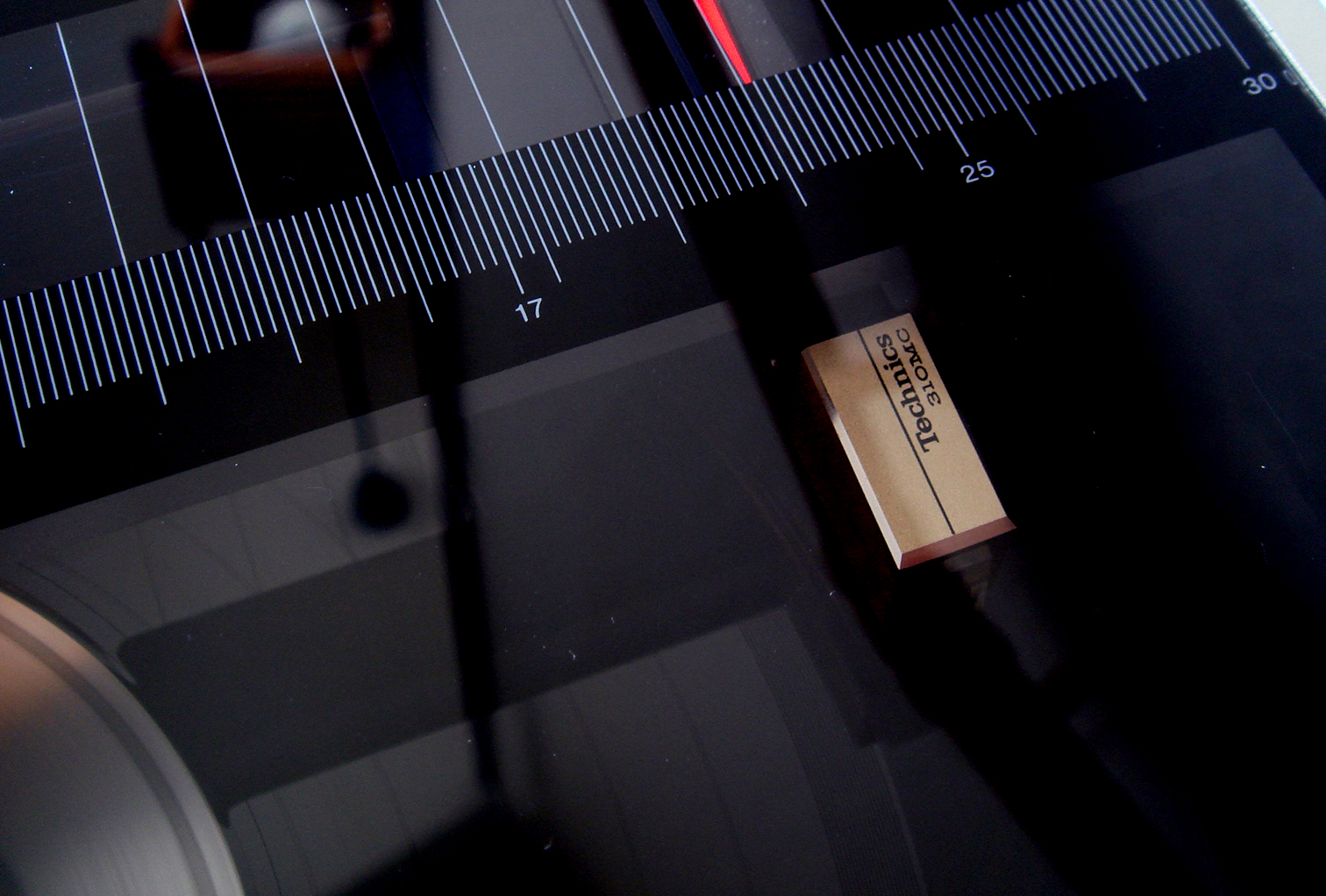
MC型 EPC-310MCによるクリアな音質

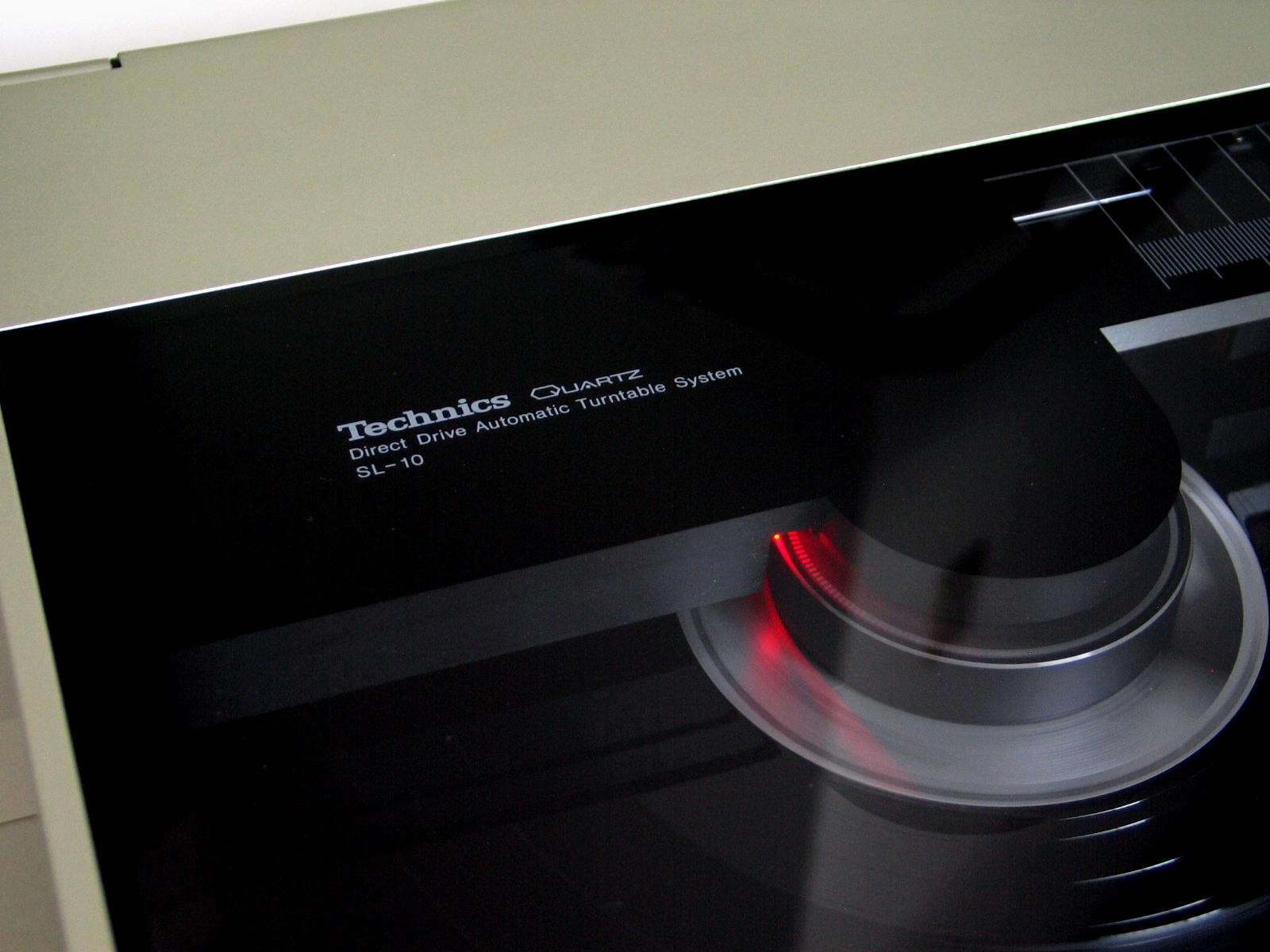
クォーツPLL制御による正確な回転

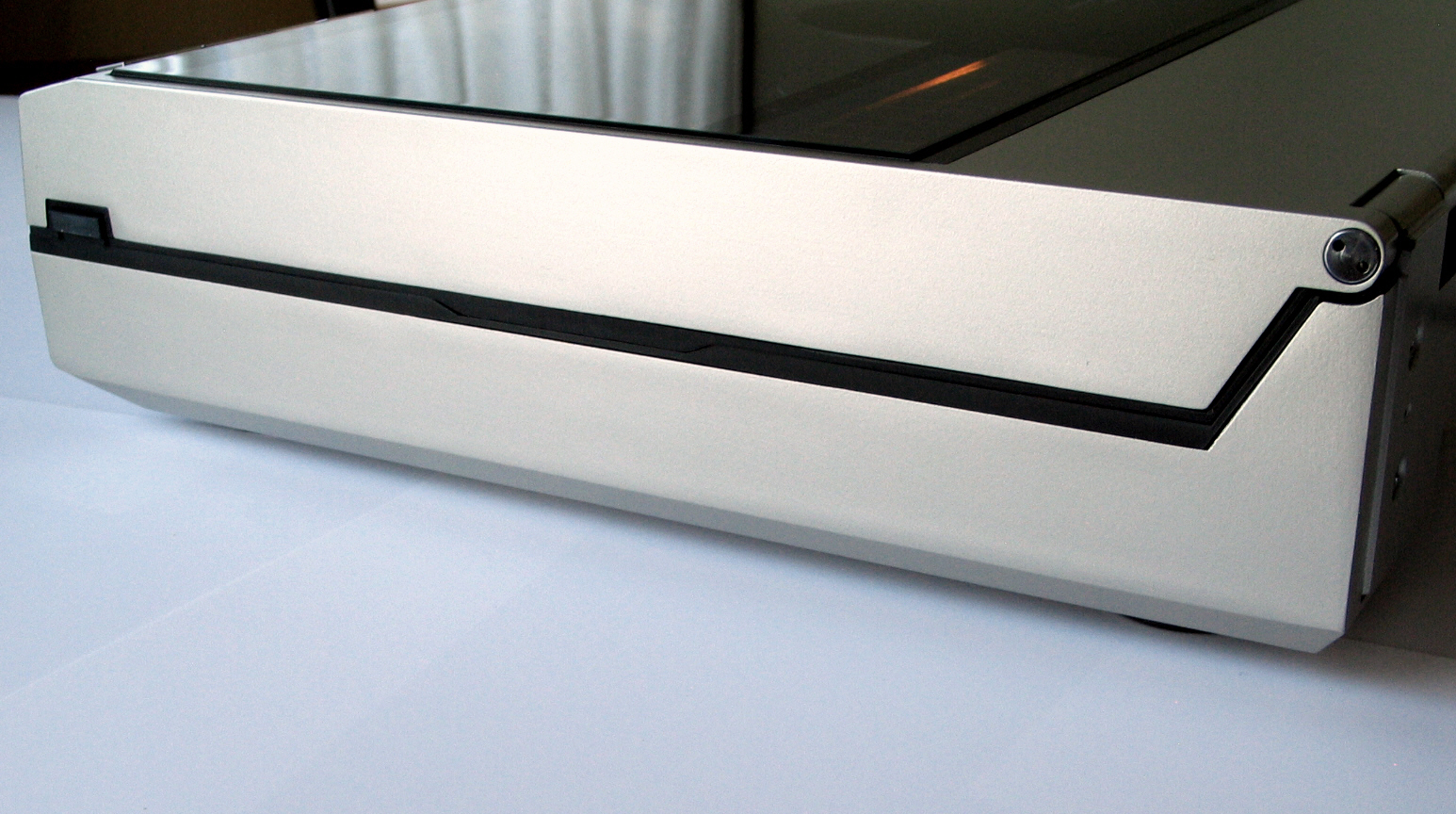
上下キャビネットがしっかりと結合するコクーンボディ構造はSL-10、15だけ

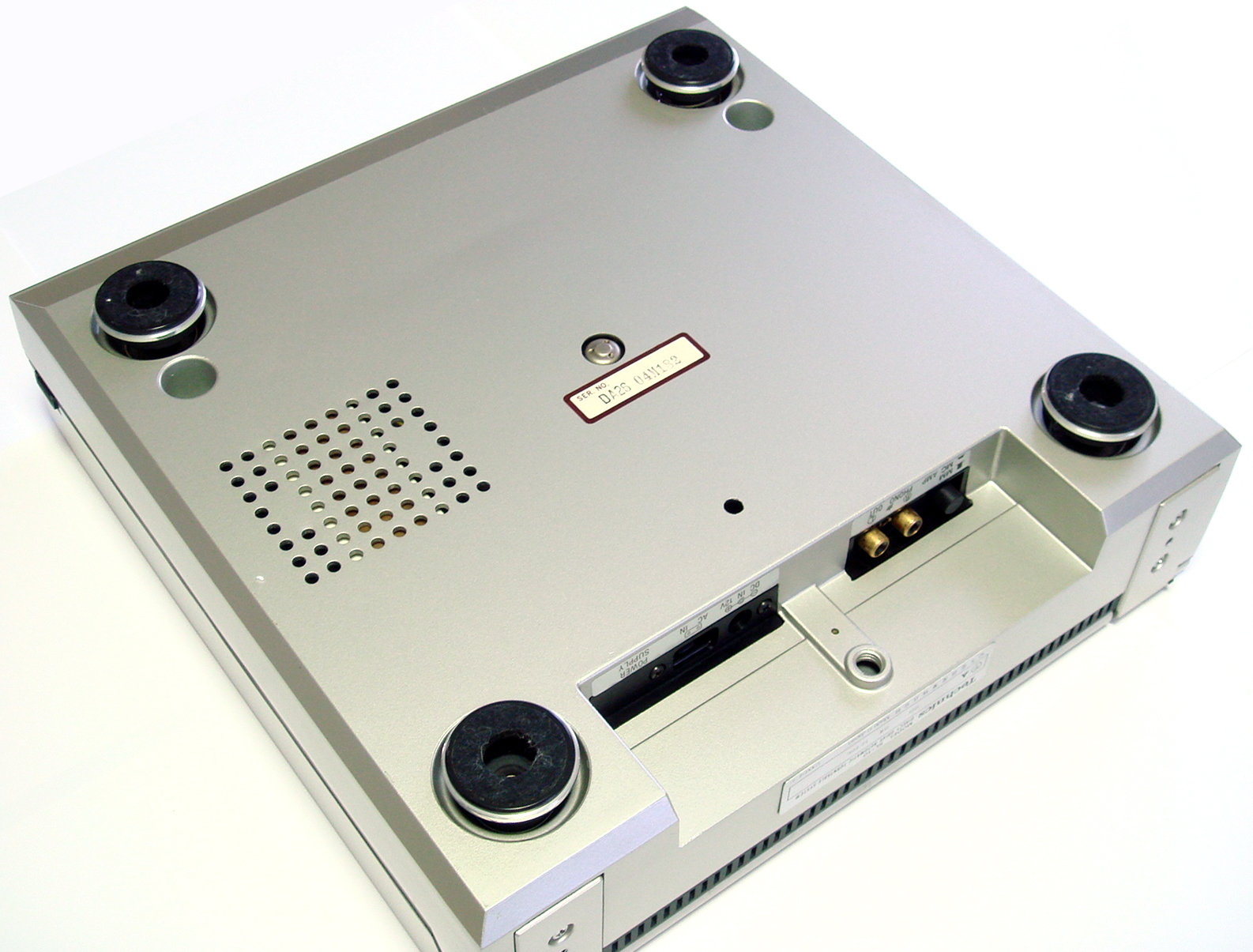
下部のゴム製インシュレータは重量のため破損しやすい

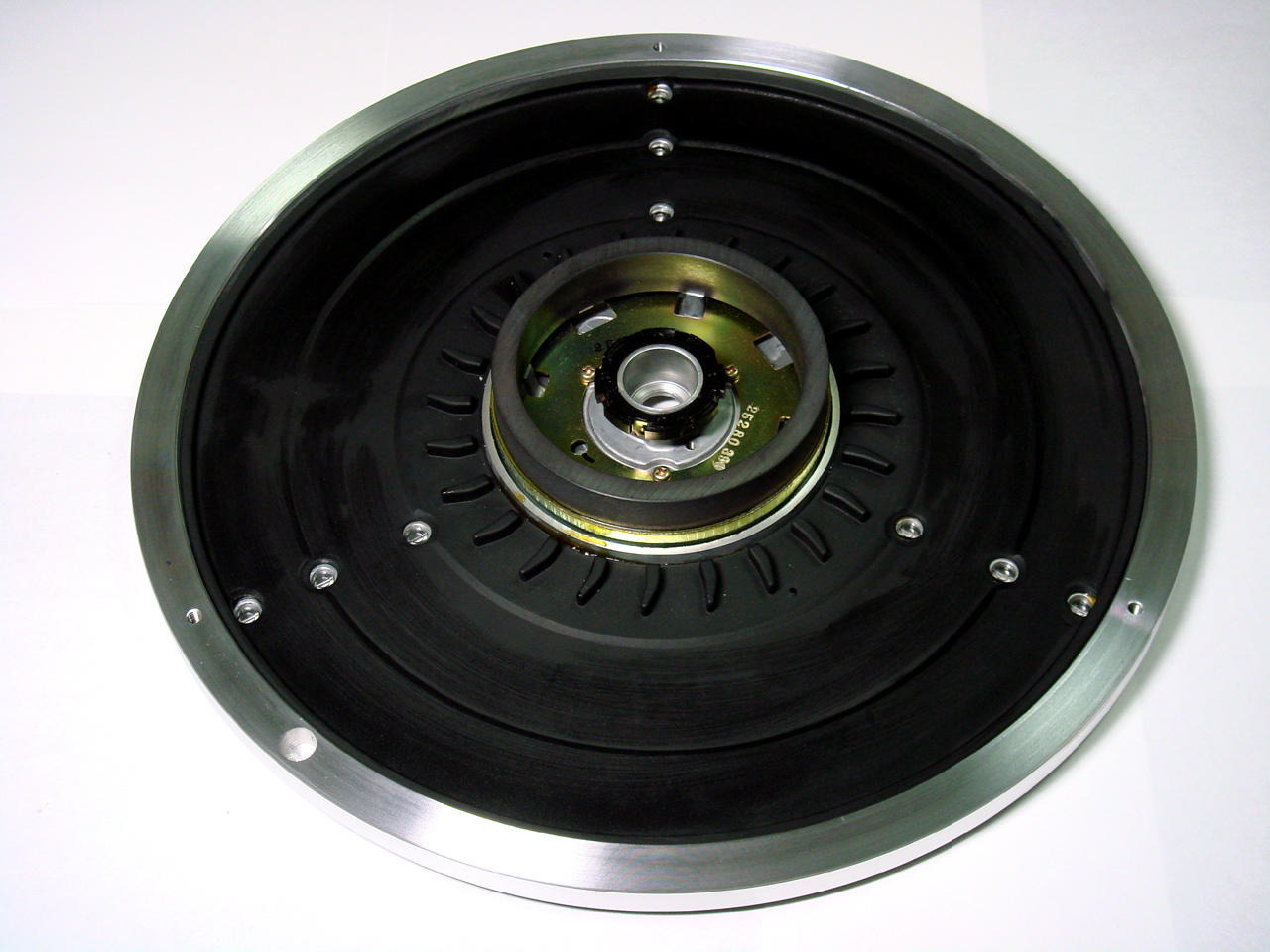
それ自体がファンを構成するプラッタ

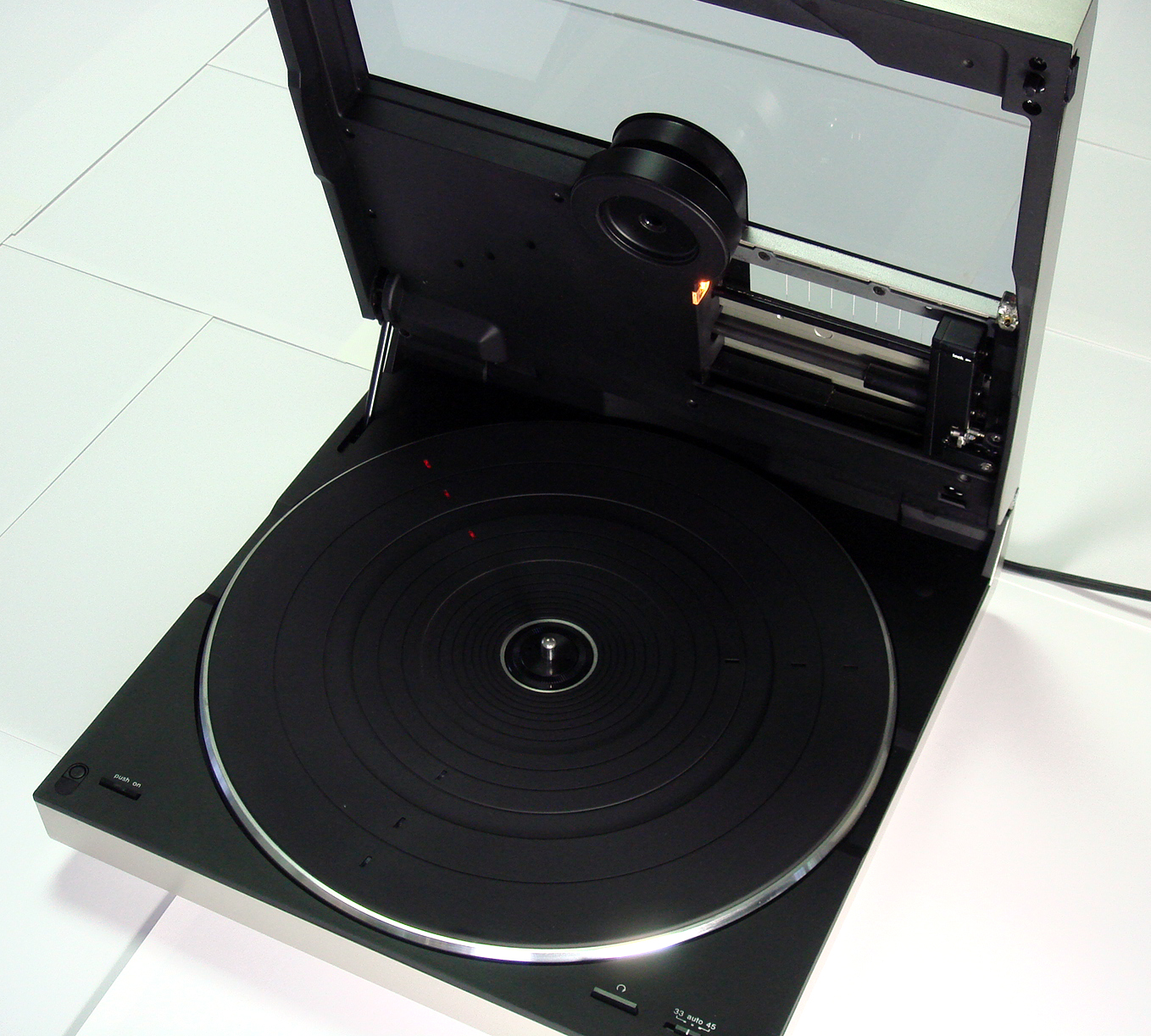
プラッター面からLED光を発し、レコードサイズを感知

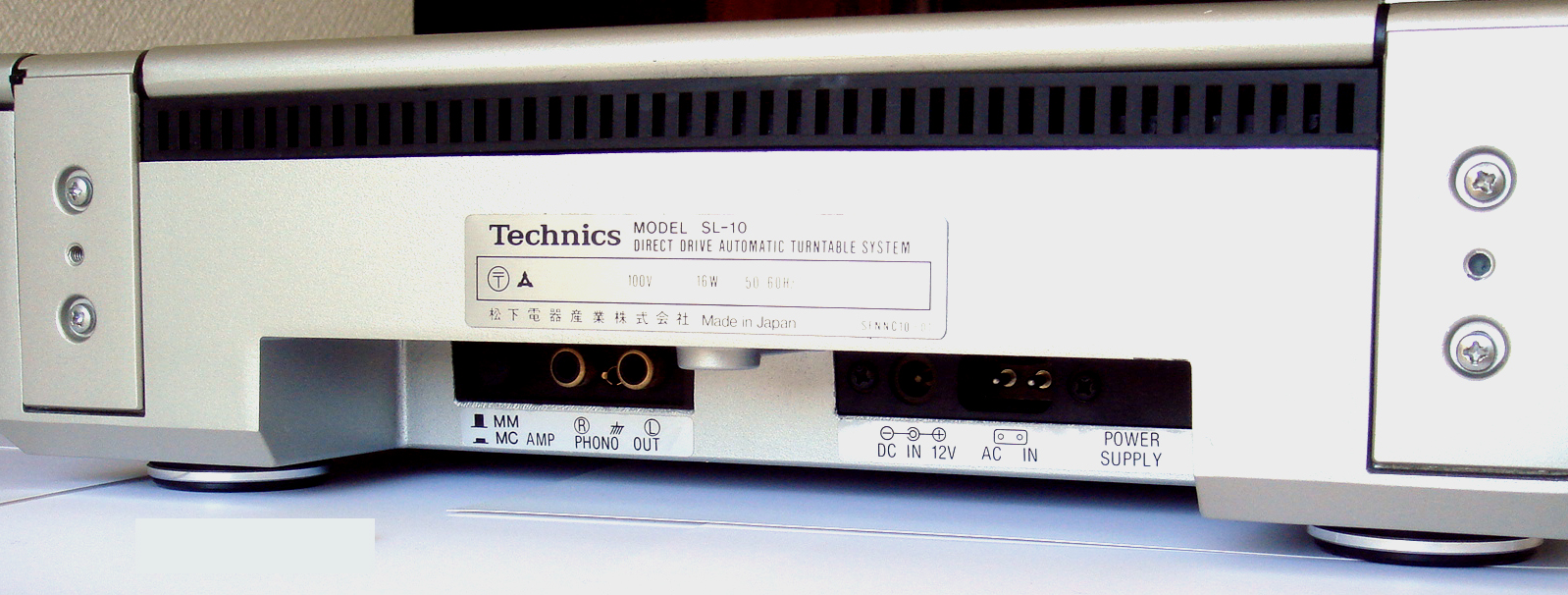
後部パネル 音声、アース（グラウンド）、電源、各ケーブルのコネクターがある。電源ケーブルは、旧型の通称「メガネケーブル」 D/C入力用のコネクターと、EPC-310MC駆動アンプの切替スイッチが見える

Technics SL-10（テクニクス SL-10）は、松下電器産業（現・パナソニックホールディングス）が、オーディオ機器ブランドであるTechnicsの製品として製造販売していた、フルオートマチック・レコードプレーヤー。
LPレコードジャケットサイズの大きさに、クォーツPLL制御の高性能ダイレクトドライブモーターや、正確なリニアトラッキングトーンアーム、ボロンカンチレバー採用のMC型カートリッジを組み合わせた。
底面積、31.5 cm x 31.5 cm のボディに全てのメカニズムを収めるために当時の技術を駆使して設計された。

## 製品の概略
販売開始1979年12月Template:要確認
ターンテーブルアルミダイキャスト製。動的重量バランスを得るために、裏側に穴を掘る。共振を低減するために、ゴムを裏側に貼り付けている。
ターンテーブル自体に、モーターのマグネットを組み込んでいるが、その周囲にはフィンが形成されている。レコードを演奏することによって、ターンテーブル自体がシロッコファンになる構造。冷気を吸い込み、内部の熱気を後部のスリットから排出する。
テクニクス、ジャケットサイズ、コンパクトサイズ・リニアトラッキングプレイヤーは多くのバリエーションを持つが、このような構成の精密なプラッターを採用するのは、SL-10、SL-15、SL-7だけ。他のジャケットサイズプレイヤーのプラッターは、軽量設計であり、ダイキャスト精度も大きく劣り、音質的には比べることは出来ない。（幅広型のSL-QL1、SL-DL1も音質重視の重量精密プラッターを採用しているが、ゴムのダンピング処理はない。フィンも組み込んでいない）
ユニークなコクーンタイプボディ構造SL-10は、演奏時に上下のキャビネットがしっかりと接合する。これにより、不要な共振を防ぎ、S/N比の向上を目指している。この構造はSL-10とSL-15だけが採用している。姉妹機のSL-7は上キャビネットの大部分がプラスチック製であり、接合も軽い。（緩い）逆に、レコードを入れ替えるためにキャビネットを開ける際に力がいる為、ハンドリングはSL-7や他のリニアトラッキングプレイヤーの方が良い。
モーターブラシレスDC型。水晶発振子によるPLL制御。ワウ・フラッタ0.012 % (WRMS)、S/N比 56 db (IEC 98A Unweighted)の高性能を誇る。
下部キャビネット内からターンテーブルの穴を通してLEDによる光を発する。これを上部キャビネット内の受光素子が感知し、レコードサイズを認識する。
トーンアームジャケットサイズに収めるために、小型のリニア・トラッキングトーンアームシステムを採用した。ダイナミックバランス型のため、プレイヤーを斜めにしたり、逆さまにしても演奏できるという宣伝がされた。
トーンアームの動作原理：演奏が進むに連れスタイラスのトラッキングエラーが増えることを感知し、その度にトーンアームを中心方向に進める。超Hi-Fiを追求したシステムというより、小型のメカニズムを実現するために作られたもの。
カートリッジテクニクスがSL-10と同時に開発したT4P規格に準じたMC型カートリッジ、EPC-310MCを採用。カンチレバーはボロン製。ダイアモンド楕円針。針圧 1.25 g （±0.25 gの許容値）、出力 0.2 mV
プリアンプ付属のMC型カートリッジ、EPC-310MCを駆動するためのプリアンプをSL-10本体に内蔵している。本体後部、出力プラグ隣にプリアンプのスイッチがある。

## 仕様
総合
電源： AC 100 V 50/60 Hz、DC 12 V
消費電力
AC電源時 16 W
DC電源時 6 W
外形寸法： 巾 31.5 x 奥行き 31.5 x 高さ 8.8 cm
重さ： 6.5 kg
ターンテーブル
駆動方式： ダイレクトドライブ
モーター： クォーツPLL制御による、ブラシレスDCモーター
回転数： 33 1/3、45 rpm
ターンテーブル（プラッター）アルミダイキャスト、裏面にゴムでデッドニング処理
回転数偏差： ± 0.002 %以内
ワウ・フラッター
0.012 % WRMS
0.025 % WRMS (JIS C5521)
S/N比
56 dB（IEC 98A unweighted）
78 dB（IEC 98A weighted）
トーンアーム
形式： ダイナミックバランス型、リニアトラッキングアーム。ジンバルサスペンション軸受け
アーム有効長： 105 mm
トラッキングエラー角度： ± 0.1度以内
アーム共振周波数： 12 Hz
カートリッジ
品番： EPC-310MC
規格： T4P規格によるプラグイン方式
形式： MC型フォノカートリッジ、コアレスツインリングコイル形
カンチレバー： ボロン製パイプ
周波数特性
10〜60,000 Hz
10〜10,000 Hz （±0.5 db）
出力電圧
0.2 mV at 1 kHz、5 cm/s、zero to peak、水平速度
0.28 mV at 1 kHz、5 cm/sec、zero to peak、45゜速度
チャンネルセパレーション
25 dB以上（1 kHz）
20 dB以上（10 kHz）
直流抵抗： 30 Ω
インピーダンス： 30 Ω（純抵抗性）
コンプライアンス： 12×10-6 cm/dyne at 100 Hz
針圧範囲： 1.25 ±0.25 g
振動子実効質量： 0.23 mg
針先： 0.2 × 0.7ミル 楕円ダイアモンド
自重：6g
MCプリアンプ
SN比： 70 dB（IHF-A）
周波数特性： 20〜20 kHz （±0.5 dB）
定格出力： 2.5 mV
歪率： 0.02 %（Technics 70A IIとの組み合わせ時）

## 参照
- 取扱説明書 Technics SL-10、松下電器産業株式会社、SFNUC10-01 S0881D8

## 外部サイト
- テクニクスについて｜Hi-Fi オーディオ - Technics（テクニクス）
- Technics SL-10 オーディオの足跡